# Víctor Rivera (judoka)
Víctor Rivera (ur. 5 listopada 1965) – portorykański judoka. Olimpijczyk z Seulu 1988, gdzie zajął 34. miejsce w wadze półlekkiej.
Uczestnik mistrzostw świata w 1987 i 1989. Wicemistrz igrzysk Ameryki Środkowej i Karaibów w 1986 i trzeci w 1990. Brązowy medalista igrzysk panamerykańskich w 1987, a także mistrzostw panamerykańskich w 1985 roku.

## Letnie Igrzyska Olimpijskie 1988
| Konkurencja | Eliminacje          | Klas. końcowa |
| Konkurencja | Przeciwnik I        | Miejsce       |
| ----------- | ------------------- | ------------- |
| 65 kg       | Tamás Bujkó (HUN) P | 34.           |